# Đức Hải (người mẫu)
Đức Hải (tên đầy đủ: Vũ Đức Hải, sinh năm 1978) là nam diễn viên, người mẫu người Việt Nam. Năm 1994, anh tham gia cuộc thi "Tìm kiếm người mẫu châu Á" và đạt danh hiệu Á vương. Năm 2007, anh có vai diễn đầu tay trong phim điện ảnh "Trai nhảy" của đạo diễn Lê Hoàng. Ở lĩnh vực truyền hình, anh từng góp mặt trong một số phim như Tôi là ngôi sao, Cha dượng, Sắc đẹp và danh vọng. Anh cũng là giám khảo của các cuộc thi người mẫu, hoa hậu như: Siêu mẫu Việt Nam (2008), Vietnam's Next Top Model (mùa 1, 2010), Hoa khôi Sinh viên (2012).

## Sự nghiệp
Đức Hải bắt đầu sự nghiệp nghệ thuật vào năm 1994 khi tham gia trong cuộc thi  "Tìm kiếm người mẫu châu Á" và đạt được danh hiệu Á vương. Cũng sau cuộc thi, anh trở thành người mẫu độc quyền cho hãng thời trang quốc tế Milano trong 10 năm từ 1994 – 2004. 
Năm 2005, anh chuyển sang lĩnh vực điện ảnh với vai diễn đầu tiên trong phim "Trai nhảy" của đạo diễn Lê Hoàng, ra mắt năm 2007, nhân vật của anh là Tony, một chàng trai Việt kiều đồng tính. Ở lĩnh vực truyền hình, anh cũng góp mặt trong một số phim như: Sắc đẹp và tham vọng, Tôi là ngôi sao, Cha dượng, Cá cược cuộc đời, Huyền thoại tím, Câu chuyện cuố mùa thu, Trở về.
Năm 2022, anh vào vai Sơn trong phim điện ảnh Người tình.

## Danh sách phim

### Điện ảnh
| Năm  | Tên                   | Vai      | Ghi chú |
| ---- | --------------------- | -------- | ------- |
| 2007 | Trai nhảy             | Tony     |         |
| 2015 | Trót yêu              |          |         |
| 2019 | Nơi ta không thuộc về |          |         |
| 2019 | Cà Chớn, anh đừng đi  | Gia Bình | [ 5 ]   |
| 2022 | Người tình            | Sơn      |         |

### Truyền hình
| Năm  | Tên                      | Vai       | Ghi chú                    |
| ---- | ------------------------ | --------- | -------------------------- |
| 2007 | Tôi là ngôi sao          |           |                            |
| 2008 | Siêu mẫu                 | Giám khảo | Cuộc thi truyền hình       |
| 2009 | Cha dượng                |           |                            |
| 2010 | Vietnam's Next Top Model | Giám khảo | Mùa 1, truyền hình thực tế |
| 2010 | Sắc đẹp và danh vọng     | Sinh Hùng |                            |
| 2012 | Hoa khôi Sinh viên       | Giám khảo | Cuộc thi                   |
| 2012 | Câu chuyện cuối mùa thu  |           |                            |
| 2012 | Cá cược cuộc đời         | Hoài Lê   |                            |
| 2014 | Huyền thoại tím          |           |                            |
| 2015 | Giá phải trả             |           |                            |
| 2015 | Biệt thự Pensée          | Ông Sang  |                            |
| 2016 | Những đóa quân tử lan    |           |                            |
| 2017 | Gió vẫn thổi từ biển     |           |                            |
| 2021 | Kẻ tàng hình             | Thắng Hổ  |                            |